# Donyell Malen
Donyell Malen, född 19 januari 1999, är en nederländsk fotbollsspelare som spelar för Aston Villa. Han representerar även det nederländska landslaget. Malen har rötter i Surinam.

## Klubbkarriär
Den 14 januari 2025 värvades Malen av Aston Villa.

## Landslagskarriär
Malen debuterade för Nederländernas landslag den 6 september 2019 i en 4–2-vinst över Tyskland, där han blev inbytt i den 58:e minuten mot Marten de Roon och även gjorde ett mål.